# Abderrahmane Boubekeur
Abderrahmane Boubekeur (arabisch عبد الرحمان بوبكر, DMG ʿAbd ar-Raḥmān Būbakr; * 9. März 1932 in Algier; † 20. Juli 1999 in Cagnes-sur-Mer) war ein algerisch-französischer Fußballspieler und -trainer.

## Vereinskarriere
Der im damals zu Frankreich gehörenden Algerien geborene Abderrahmane Boubekeur begann seine sportliche Laufbahn als Torhüter bei der AS Saint-Eugène, einem Verein seiner Geburtsstadt. Mit 23 Jahren verpflichtete ihn die AS Monaco für ihre in der höchsten französischen Profiliga antretende Mannschaft gemeinsam mit Mustapha Zitouni, der ebenfalls eine Zeit lang bei Saint-Eugène gespielt hatte. Die Saison 1954/55 schlossen die Monegassen nur auf einem unteren Mittelfeldrang ab, aber zur folgenden Spielzeit verstärkte sich die Elf mit Raymond Bellot und Abdelaziz Ben Tifour, ebenfalls Algerier, weiter. Diese beiden sorgten gemeinsam mit Stéphane Bruey für mehr Angriffsdruck, während Boubekeur und Mittelläufer Zitouni den defensiven Rückhalt der Mannschaft bildeten. Der Torhüter besaß eine durchdringende Stimme und neigte gelegentlich zu cholerischen Ausbrüchen, die bei seinen Mitspielern gefürchtet waren. 1956 als Dritter und 1957 als Fünfter der Division 1 spielte Monaco um den Meistertitel mit. Auch in der Saison 1957/58 zählte die Elf zum Favoritenkreis, hatte sie doch mit Raymond Kaelbel, Léon Glovacki und Michel Hidalgo weitere starke Spieler verpflichten können. Für Boubekeur ging dieser Aufschwung allerdings mit dem Verlust seines Stammplatzes einher, weil sein Konkurrent Enrico Alberto ihm seit 1957 zunehmend häufiger vorgezogen wurde.
Am zweiten Aprilwochenende 1958, wenige Spieltage vor Ende der Saison, verließ Abderrahmane Boubekeur gemeinsam mit seinen Mannschaftskameraden Ben Tifour, Zitouni, Kaddour Bekhloufi und Hacène Chabri das Fürstentum heimlich Richtung Nordafrika. Sie hatten sich wie etliche andere algerische Berufsfußballer entschieden, für das Auswahlteam der Unabhängigkeitsbewegung Algeriens (FLN) zu spielen, um so für die Selbständigkeit der französischen Kolonie zu werben. Sofort nach Bekanntwerden dieser Abreise kündigte die AS Monaco ihre Spielerverträge fristlos, und der Verband zog ihre Lizenzen ein. Diese „Unabhängigkeitself“ bestritt während des Algerienkrieges zwischen 1958 und 1962 in Osteuropa, Asien und Afrika gut 80 Begegnungen. Boubekeur gehörte bis Ende Mai 1959 zu ihrer Stammformation und hütete in etwa der Hälfte ihrer Spiele das Tor; dann erlitt er bei einem Spiel in Rumänien eine schwere Knieverletzung, die einen operativen Eingriff erforderte und eine lange Rekonvaleszenz nach sich zog.
Nachdem Algerien 1962 selbständig wurde, ließ er sich in Algier nieder und spielte für die dortige USM und den MC Algier.

### Stationen
- Association Sportive de Saint-Eugène Alger
- Association Sportive de Monaco (1954–April 1958)
- FLN-Auswahl (April 1958–Herbst 1959)
- Union Sportive de la Médina d’Alger
- Mouloudia Club Algérois

## In der Nationalmannschaft
Über seine Spiele für die nur inoffizielle Nationalauswahl hinaus war Abderrahmane Boubekeur ab 1963 auch in offiziellen Länderspielen Stammtorwart in Algeriens A-Elf. Dabei spielte er regelmäßig im Kreis etlicher seiner FLN-Mitstreiter, die das Gerüst der Fennecs – „Wüstenfüchse“ ist eine geläufige Bezeichnung für die dortige Nationalmannschaft – bildeten. Boubekeurs exakte Länderspielzahl ist bisher nicht zu ermitteln; er war aber an drei der ganz frühen algerischen „Fußballsternstunden“ aktiv beteiligt: am 28. Februar 1963 beim 4:0 gegen die Tschechoslowakei, am 1. Januar 1964 beim 2:0 gegen Deutschland und am 4. November 1964 beim 2:2 gegen die UdSSR. In diesem Spiel stand er zu seiner großen Freude seinem Idol Lew Jaschin auf dem Spielfeld gegenüber.

## Palmarès
- bisher nicht exakt festzustellende Anzahl von A-Länderspiele für Algerien
- 68 oder 69 Spiele in der Division 1 für Monaco[9]

## Leben nach der Spielerkarriere
Boubekeur hat zunächst mit CC Algier, NA Hussein Dey und JS Kabylie drei Vereinsmannschaften trainiert. Anschließend gründete er einen Fischhandelsbetrieb im Hafen von Algier, den er sukzessive ausbaute: zunächst kaufte er einen Trawler und stieg zusätzlich in den Fischfang ein, später auch in das Exportgeschäft. 1999 starb Abderrahmane Boubekeur während eines Urlaubs an der Côte d’Azur.